# 阿尔科孔体育协会

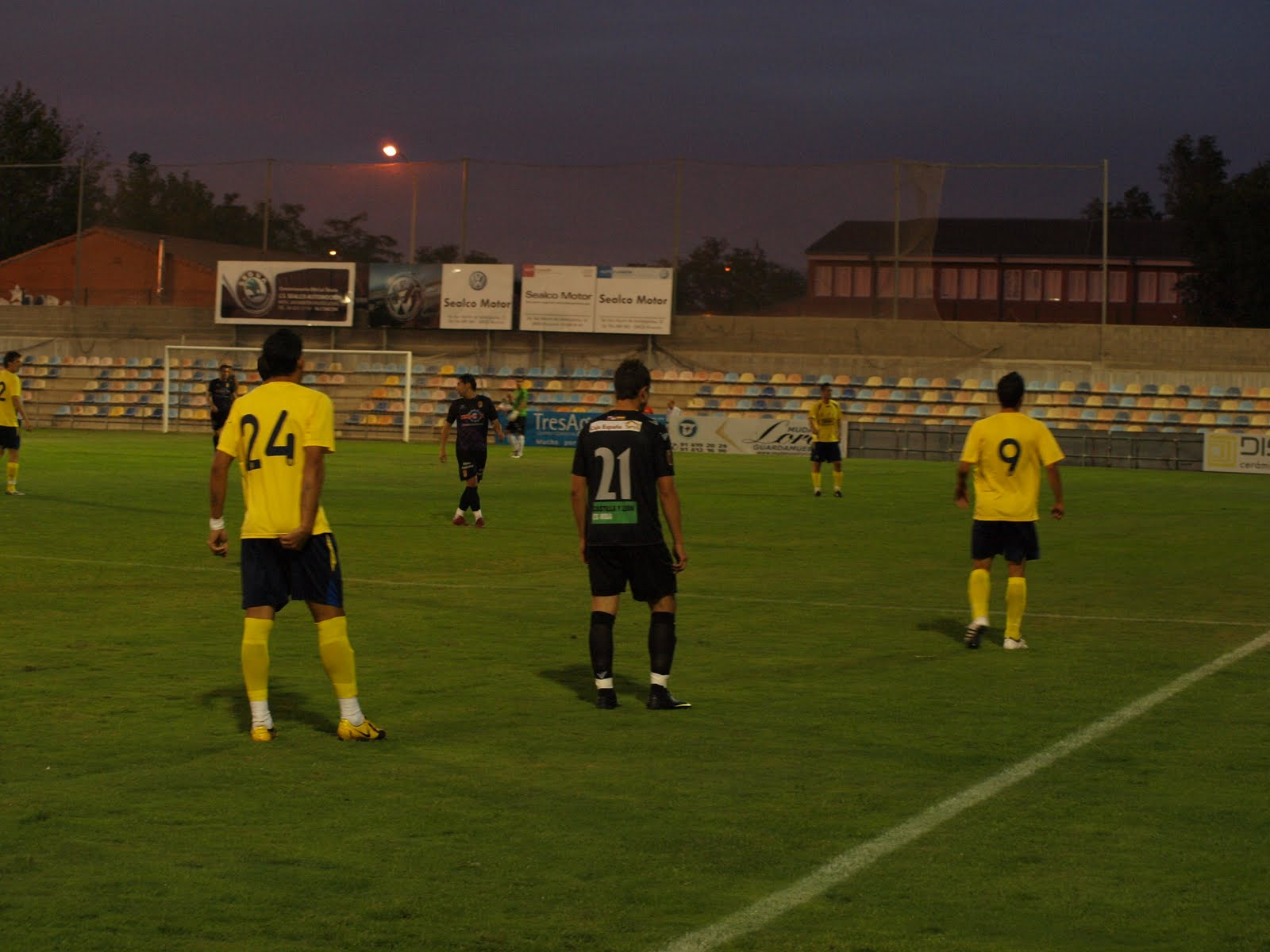

阿尔科孔体育协会（Agrupación Deportiva Alcorcón），西班牙马德里自治区阿尔科孔市的一个足球俱乐部。该队曾参加西班牙皇家足協甲組聯賽。主场位于圣多明各市立体育场，現参加西班牙足球乙级联赛。
最著名一役為2009-10年国王盃賽事中主场4-0痛宰多名國腳上陣的皇家马德里，以總比數4-1晉級。該季亦成功升上乙级联赛。